# Zahlkarte (Einzahlungsschein)

Zahlkarte der Deutschen Bundespost, 1983, Vorder- und Rückseite

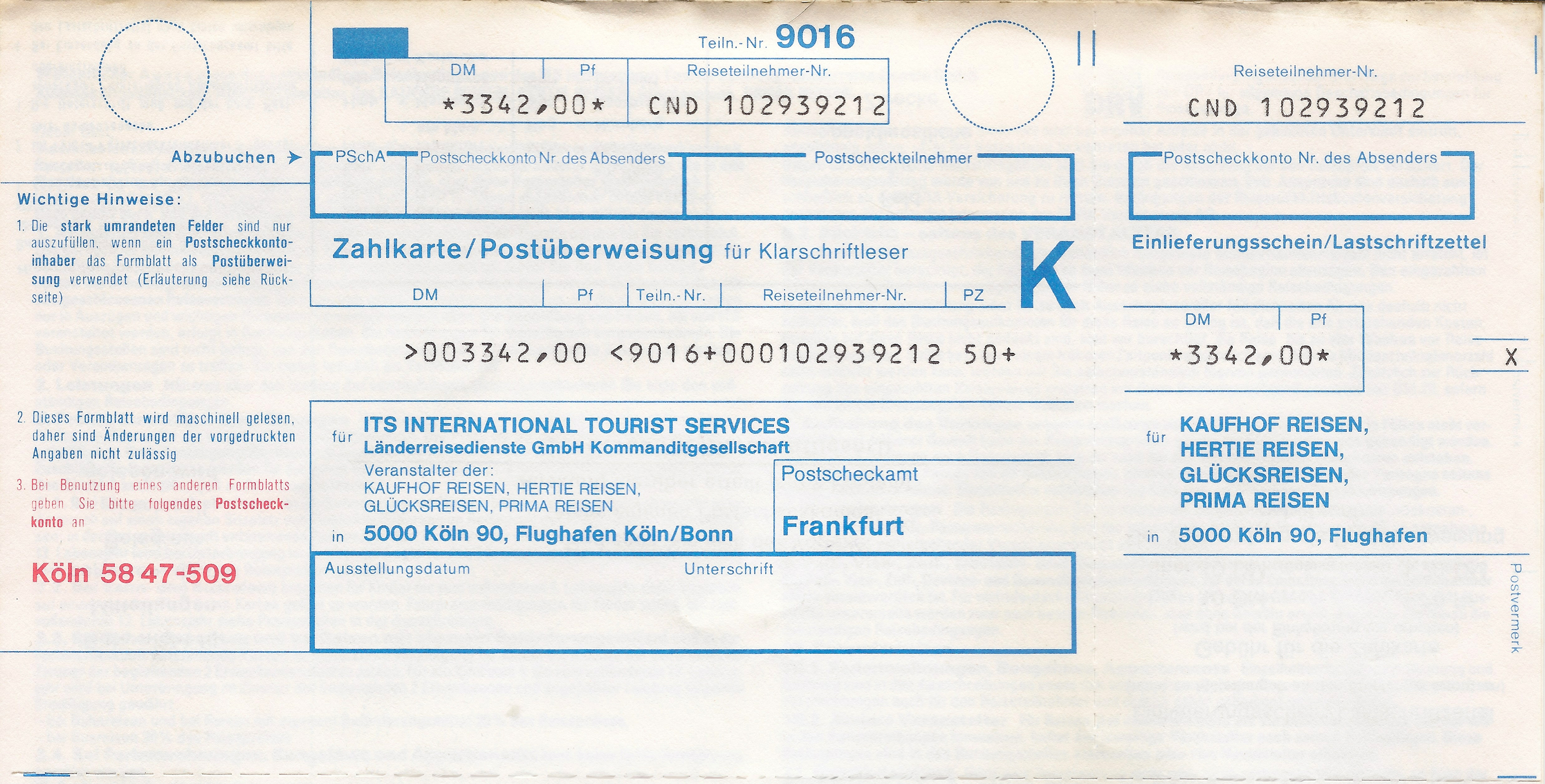
Teilweise vorausgefüllte Zahlkarte der Deutschen Bundespost für sogenannte Klarschriftleser.

Als Zahlkarte wurde ein Einzahlungsformular bezeichnet, das von der Post zur Einzahlung von Bargeld auf ein Postscheckkonto verwendet wurde. Sie diente so der halbbaren Zahlung und war damit dem Zahlschein anderer Banken vergleichbar.
Die Einzahlung per Zahlkarte unterlag keiner Begrenzung des Betrags. Sie war bei der Deutschen Bundespost auf das eigene Postscheckkonto gebührenfrei, auf fremde Konten gebührenpflichtig. Zahlkarten waren durch blaue Bedruckung, teilweise auch durch hellblaues Papier kenntlich.
Die Benutzung von Zahlkarten lief in Deutschland Anfang der 1990er Jahre aus, an ihre Stelle sind Zahlscheine getreten.